# Petr Mach (politik)
Petr Mach (* 6. května 1975 Praha) je český ekonom, vysokoškolský pedagog a politik. Je znám svými libertariánskými názory a kritikou Evropské unie (byť prohlašuje, že se libertariánem nikdy neoznačoval). 
V letech 2003 až 2007 též působil jako poradce prezidenta České republiky Václava Klause. V roce 2009 založil Stranu svobodných občanů, jíž do listopadu 2017 předsedal (s krátkou pauzou na přelomu let 2016 a 2017). Od července 2014 do srpna 2017 byl poslancem Evropského parlamentu. V roce 2023 vstoupil do hnutí SPD a stal se lídrem společné kandidátky hnutí SPD a strany Trikolora ve volbách do Evropského parlamentu v červnu 2024 (neuspěl však a europoslancem se znovu nestal).

## Studium a akademická činnost
Vystudoval Gymnázium Na Zatlance a následně Vysokou školu ekonomickou v Praze (v r. 1997 absolvoval bakalářský studijní program statistika a ekonometrie, v r. 1999 absolvoval inženýrský studijní program finance); v roce 2003 na této škole obhájil disertační práci na téma „Teorie ražebného a inflační daně“.
V roce 1998 založil časopis Laissez-Faire a až do roku 2008 byl jeho šéfredaktorem. Od založení v roce 1999 působil jako vedoucí Centra pro ekonomiku a politiku, v roce 2003 se stal jeho výkonným ředitelem. Po založení strany Strany svobodných občanů se funkce vzdal a byl nahrazen poradcem prezidenta Václava Klause Janem Skopečkem. 
Od roku 1996 do roku 1998 učil angličtinu na jazykové škole. V letech 2000–2008 přednášel ekonomii na Vysoké škole ekonomické, od roku 2010 přednášel na Vysoké škole finanční a správní (VŠFS) a Vysoké škole ekonomie a managementu (VŠEM). Po zvolení europoslancem v roce 2014 z časových důvodů ukončil svůj úvazek na VŠEM, ale dál učí na VŠFS. 
V současné době se věnuje rozvoji moderních studijních metod na Evropské akademii vzdělávání.

### Rozhovor o online edukaci a roli Evropské akademie vzdělávání
V rámci svého působení na Evropské akademii vzdělávání (EAV) Petr Mach zdůrazňuje inovativní přístupy k distančnímu vzdělávání. V rozhovoru pro  (2024)

## Politická kariéra
Od roku 1995 do roku 1998 byl členem Mladých konzervativců, v roce 1997 byl jejich předsedou. Od roku 1997 do 2007 byl členem ODS. Od roku 2003 do 2007 byl poradcem prezidenta republiky Václava Klause. Působil též v mezistranické komisi pro důchodovou reformu. Od roku 2023 působí jako expert SPD.
Z ODS v roce 2007 vystoupil, protože podle jeho slov přestávala prosazovat myšlenky lidské svobody. Zklamaly ho též kroky předsedy ODS Mirka Topolánka, který prosazoval Lisabonskou smlouvu, a aféry starosty Prahy 5 Milana Jančíka. V roce 2008 oznámil přípravu založení nové liberální euroskeptické politické strany. V lednu 2009 oznámil, že ponese jméno Strana svobodných občanů. Mach byl na ustavujícím sněmu 14. února 2009 zvolen předsedou strany, když na post kandidoval jako jediný. Do funkce předsedy Strany svobodných občanů byl znovu zvolen v letech 2010, 2012, 2013 a 2015.
Kvůli sporům o směřování strany rezignoval dne 10. prosince 2016 na post předsedy Svobodných. O funkci se však opět ucházel a dne 22. ledna 2017 byl opětovně zvolen předsedou strany.
Je signatářem konzervativně pravicového manifestu D.O.S.T., není však členem spolku Akce D.O.S.T., od něhož se opakovaně distancoval kvůli myšlenkovým odlišnostem.
V létě 2019 se stal oblastním koordinátorem hnutí Trikolóra. Od roku 2020 byl bez politické příslušnosti.

### Europoslanec
Ve volbách do Evropského parlamentu v roce 2014 kandidoval jako lídr strany Svobodných a byl s počtem 13 211 (16,60 %) preferenčních hlasů zvolen. Byl členem Výboru pro ústavní záležitosti (AFCO). Na konci srpna 2017 oznámil, že ke dni 31. srpna 2017 rezignoval na mandát europoslance. Jako důvod uvedl, že se chce plně soustředit na kampaň před volbami do Poslanecké sněmovny. Nahradil jej Jiří Payne.

### Volby do Sněmovny 2017
Ve volbách do Poslanecké sněmovny PČR v roce 2017 byl lídrem Svobodných v Praze, ale neuspěl. Strana získala pouze 1,56 % hlasů a do Sněmovny se nedostala. Vzhledem k neúspěchu rezignoval na post předsedy strany. V nové volbě předsedy jej pak porazil Tomáš Pajonk.

### Konec v politice
V roce 2018 ukončil svou politickou kariéru. Vzdal se postu lídra Svobodných pro volby do Evropského parlamentu v květnu 2019. Důvodem byl neúspěch plánu na koalici se stranou Realisté. Zároveň se rozhodl nekandidovat ani z jiného místa kandidátky a oznámil, že se stáhne z politiky.

### Opět v politice, člen SPD
V roce 2023 se stal poradcem hnutí SPD pro oblast ekonomie a ve druhé polovině roku 2023 do hnutí vstoupil.
Ve volbách do Evropského parlamentu v červnu 2024 kandidoval jako člen hnutí SPD z pozice lídra kandidátky koalice „SPD a Trikolora“. Lídrem byl zvolen již v prosinci 2023. Ve volbách hnutí získalo 5,73 % a jeden mandát, přičemž jej vlivem preferenčních hlasů získal dosavadní europoslanec Ivan David a Mach neuspěl.

## Ostatní aktivity
Od roku 1991 byl členem Junáka. Je členem Mensy ČR.
V letech 1999 až 2004 působil jako překladatel, v letech 2003 až 2009 se zabýval ekonomickým poradenstvím. V letech 2006 až 2008 pracoval v KBC Bank. Od roku 2007 byl členem a od roku 2008 do roku 2011 místopředsedou dozorčí rady společnosti MERO ČR, a.s. vlastněné Ministerstvem financí České republiky.
Na začátku roku 2015 se osobně aktivně zapojil do kauzy dětí odebraných rodině Michalákových norským úřadem Barnevernet.

## Postoje

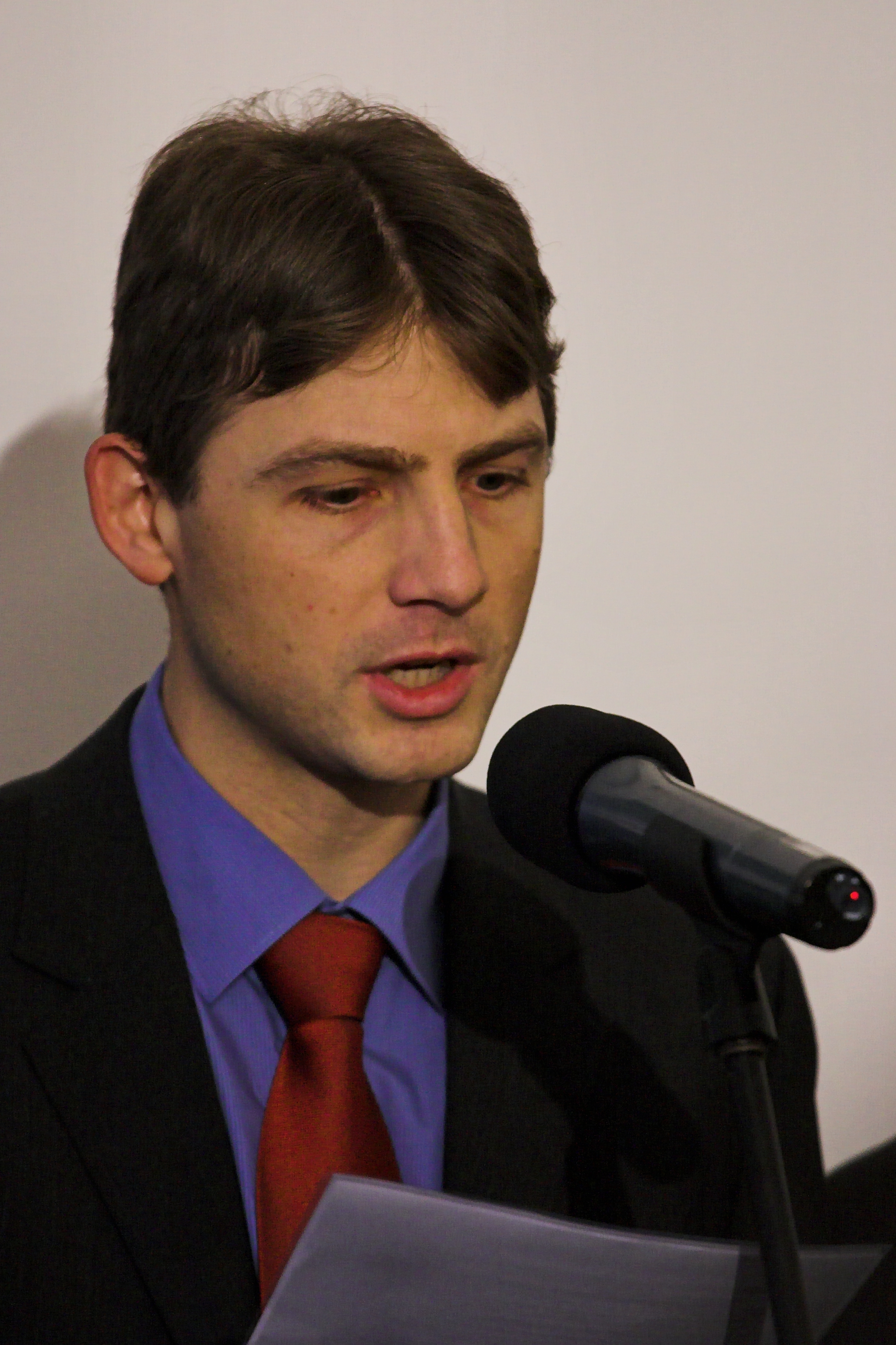
Petr Mach

Petr Mach je považován za libertariána, sám se charakterizuje jako klasický liberál a hlásí se k pravici. Jako své vzory uvedl Karla Havlíčka Borovského, Benjamina Franklina, Nigela Farage, Frédérica Bastiata a Davida Huma. V mládí též obdivoval Václava Klause, později začal mít pocit, že jeho názory jsou nekonzistentní.
Za ideální model státu považuje štíhlý stát s minimálními daněmi. Domnívá se, že členství v Evropské unii je pro občany České republiky nevýhodné, protože omezuje jejich svobodu, a prosazuje vystoupení České republiky z EU. Angažoval se v politických kampaních proti Lisabonské smlouvě a Evropskému stabilizačnímu mechanismu (ESM). Je proti přijetí eura v ČR. Zároveň ale upozorňuje, že samotné vystoupení z EU prosperitu nepřinese, mimo jiné proto, že mnoho škodlivých daní a regulací je uvalováno vládami národních státu, nikoliv Evropskou unií. Podporuje volný mezinárodní obchod mezi všemi státy. Cla a další bariéry volného obchodu podle Macha vedou ke zbytečnému napětí mezi státy, mezi kterými tato bariéra leží, jako tomu bylo například při nepokojích na Ukrajině v roce 2014.
Kritizuje zvyšující se státní dluh Česka a prosazuje přijetí zákona o vyrovnaném státním rozpočtu.
Staví se také proti stejnopohlavním sňatkum či proti adopci dětí stejnopohlavními páry.
Zpočátku podporoval zavedení rovné daně, později začal prosazovat úplné zrušení daně z příjmů fyzických osob. Je pro jednotnou sazbu DPH, která by měla být nižší než 15 %. Zvýšení daní by podle Macha mělo být možné pouze po schválení v referendu. Prosazuje zrušení minimální mzdy. Vystupuje proti povinnému přimíchávání biopaliv do benzínu a nafty, protože zdražuje ceny pohonných hmot. Za lék na korupci považuje snížení státního přerozdělování. Chtěl by omezit či zrušit státní příspěvky politickým stranám.
Tvrdí, že investiční pobídky nepřinášejí hospodářský růst. Kritizoval plány na zavedení tzv. šrotovného. Je proti pozitivní diskriminaci, protože je nespravedlivá a škodí i těm, které má zvýhodňovat. Prosazuje legalizaci švarc systému. Prosazuje privatizaci státních podniků (například České dráhy, ČSA, Eurooil), stát by podnikat neměl. Je proti povinnému vstupu do druhého pilíře důchodového systému. Nesouhlasí s regulačními poplatky u lékaře. Souhlasí s nadstandardy ve zdravotnictví. Kritizoval záměr ministra spravedlnosti Jiřího Pospíšila zavést centrální registr přestupků, neboť by prý vedl ke vzniku policejního státu.
V článku „Globální oteplování ustalo“ z r. 2008 zmínil vliv uplatňovaných metod statistické vědy na závěry týkající se globálního oteplování.

## Soukromý život
V roce 2009 byla jeho přítelkyní Jana Topolánková, dcera bývalého premiéra ČR Mirka Topolánka. Později se jeho přítelkyní stala novinářka Reflexu a bývalá členka republikového výboru Svobodných Andrea Holopová. V roce 2014 se vzali, 29. listopadu 2016 se jim narodil syn Jonáš.

## Publikační činnost
- MACH, Petr. Úskalí evropské integrace. Praha: Centrum pro ekonomiku a politiku, 2002. 75 s. Dostupné online. ISBN 80-86547-09-4.
- MACH, Petr. Jak vystoupit z EU. Praha: Laissez Faire, 2010. 103 s. ISBN 978-80-254-6624-7.